# Emirato de Sicilia
El Emirato de Sicilia (en árabe, لـمــاٮت صڧلــــٮا; romanizo ʾImārat Ṣqilliya) fue un Estado islámico medieval establecido en la isla italiana de Sicilia durante el periodo comprendido entre los años 965 y 1072.

## La primera invasión fallida
En 535, el emperador bizantino Justiniano I hizo de Sicilia una provincia bizantina o Tema con capital en Siracusa, y por segunda vez en la historia siciliana, la lengua griega se convirtió en un sonido familiar en la isla, después de que vándalos, primero, y ostrogodos, después, la arrancaran del Imperio romano. Cuando el poder del Imperio bizantino se fue desvaneciendo, Sicilia fue invadida por las fuerzas árabes del califa Otman en el año 652. Sin embargo, la invasión fue de breve duración (más bien una incursión en busca de botín) y los árabes salieron de la isla poco después. Antes de fin del siglo VII capturaron la importante ciudad portuaria de Cartago, próxima a Túnez y frente a Sicilia, permitiendo que los árabes construyeran astilleros y tuvieran una base permanente, a partir de la cual realizarían más incursiones contra la orilla europea del Mediterráneo.

## La revuelta de Eufemio
Hacia el año 700, los árabes de Ifriqiya capturaron Pantelaria y solo las discordias entre ellos impidieron seguidamente un nuevo intento de invasión de Sicilia. En su lugar, se hicieron acuerdos comerciales con los bizantinos que permitieron a los mercaderes árabes comerciar con ellos en los puertos sicilianos.
En 826, el almirante Eufemio de Mesina, que a la sazón era el comandante de la flota bizantina de Sicilia, forzó a una monja a casarse con él. El emperador Miguel II el Tartamudo tomó cartas en el asunto y ordenó a su general en Sicilia, llamado Constantino, que deshiciera tal matrimonio ilícito y que castigara a Eufemio cortándole la nariz. Eufemio se rebeló, asesinó a Constantino y ocupó la capital, Siracusa. Pero poco después fue derrotado y huyó al Norte de África. En Ifriqiya Eufemio de Mesina ofreció el gobierno sobre Sicilia a Abú Mohamed Ziyadat Alá I (en árabe: زيادة الله الأول; muerto el 10 de junio de 838, tercer emir aglabí de Ifriqiya desde 817 hasta su muerte), a cambio de seguridad y un puesto como general en el ejército que fue enviado a conquistarla, formado por una mezcolanza de musulmanes de origen árabe, bereber, hispano (por ese entonces la mayor parte de Hispania estaba bajo poder musulmán), cretense y persa.
La conquista árabe de Sicilia fue larga y laboriosa, pues, debido a la considerable resistencia de los sicilianos, a las luchas internas entre las fuerzas árabes y a la dispersión de objetivos militares que alcanzaban la tierra firme de la península Italiana (Ostia, Gaeta, Bari), tomó más de un siglo completarla: primero conquistaron Mazara en 827 y Palermo en 831, convertida en la capital del emirato; Siracusa se mantuvo hasta el año 836 en la Sicilia bizantina. Se adueñaron de la isla de Malta en 868, mientras que Taormina no cayó hasta el año 902, y toda la isla fue finalmente conquistada hacia 965.

## Emirato islámico

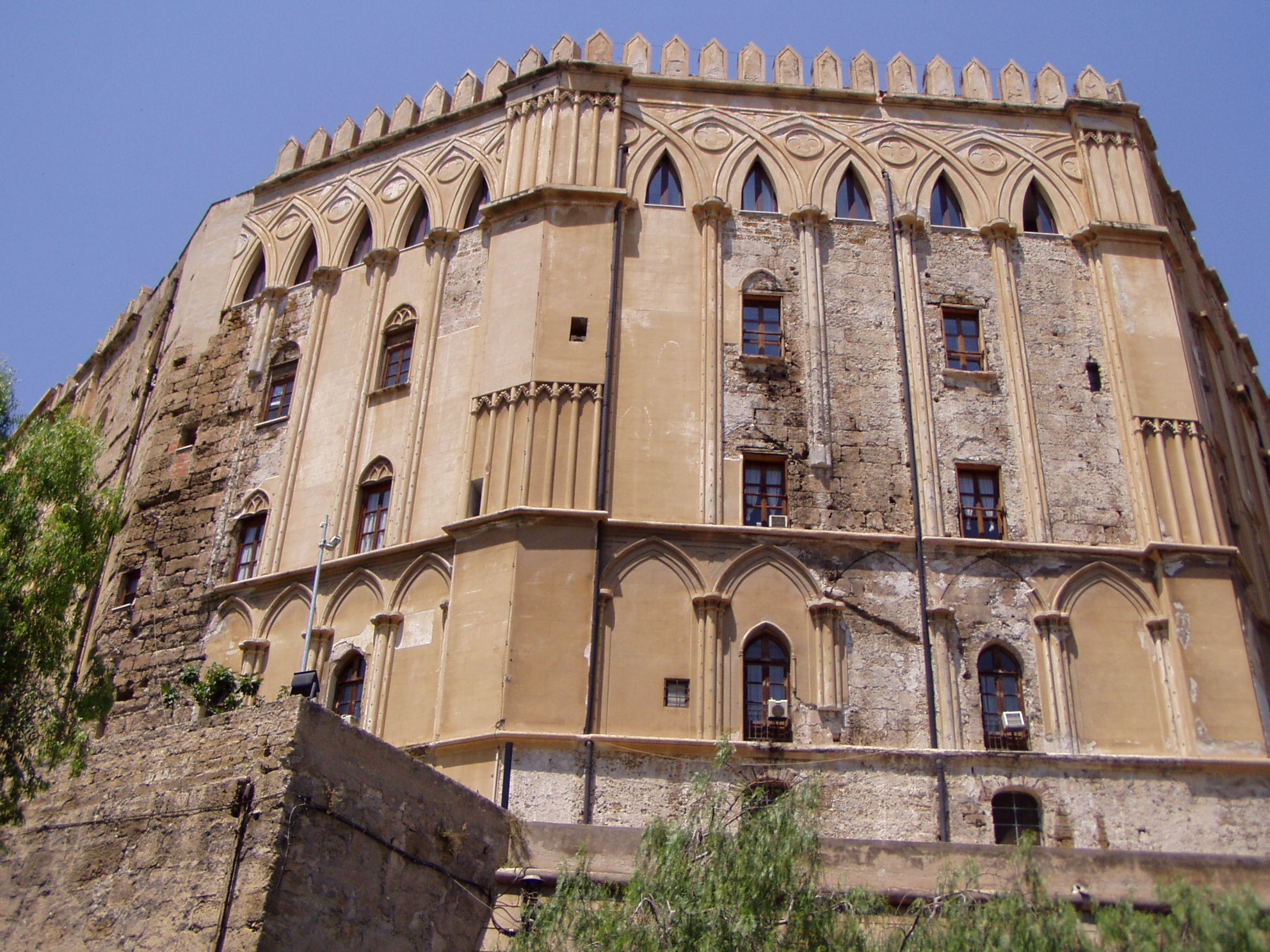
Palazzo dei Normanni, un palacio fortificado islámico del modificado posteriormente tras la conquista normanda en el en sede de gobierno.

Sucesivamente, la Sicilia islámica fue gobernada desde Ifriqiya (Túnez) por la dinastía aglabí, que eran de obediencia suní, y por la dinastía zirí, feudatarios del Califato Fatimí del Norte de África, de obediencia chií. Los bizantinos del Catapanato de Italia sacaron alguna ventaja de los desórdenes temporales que sucedieron en el campo musulmán con el cambio de dinastía, y ocuparon temporalmente la franja oriental de la isla, incluidas las ciudades de Mesina, Taormina y Siracusa, entre 1038 y 1043.
Después de suprimir una rebelión, el califa fatimita Ismail al-Mansur designó a Hassan Al-Saqli (948-964) como emir de Sicilia. Consiguió con éxito controlar las continuas revueltas de los bizantinos y fundó su propia dinastía Saqlis. Las incursiones en la Italia meridional continuaron con los Saqlis hasta el siglo XI, y en 982 el ejército imperial de Italia, al mando de Otón II, fue derrotado en la batalla de Stilo, cerca de Crotona (Calabria), por el emir Abú al-Qasim (969-982), donde el emir cayó en combate y el emperador logró huir disfrazado en un bajel bizantino. 
Con el emir Fahd al-saqli (990-998) comenzó un período de constante declive. En el emirato de Ahmad ibn Yusuf al-saqli (1019-1037) el conflicto dinástico se intensificó, con facciones dentro de la familia gobernante aliadas ya con el Imperio bizantino (Catapanato de Italia), ya con los Ziríes de Ifriqiya (Túnez). Con el emir Hasan as-Samsam (1040-1053) la isla se había fragmentado en varias pequeñas taifas o feudos cuasiindependientes. En este reinado, las rebeliones continuas por parte de los sicilianos de origen bizantino se sucedieron, especialmente en el este de la isla, con parte de las tierras de Mesina, Taormina y Siracusa reocupadas por Bizancio, antes de ser sofocadas.

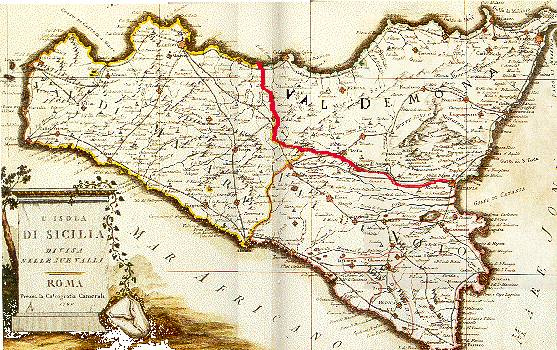
Antiguo mapa de Sicilia con la división en los tres valli.

Durante el período árabe, Sicilia fue dividida en tres regiones (o valli) administrativas distintas, que perduraron prácticamente hasta el siglo XVIII: Val di Noto (la esquina suroriental de la isla), Val Demone (la esquina nororiental) y Val di Mazara (la mitad occidental de la isla). Los árabes iniciaron las reformas agrarias que proporcionaron a cambio un aumento en la productividad y animó el crecimiento de minifundios, en detrimento de los latifundios dominantes de épocas imperiales anteriores. Los árabes fomentaron sistemas de irrigación mejorados. Ibn Hawqal, un comerciante de Bagdad que visitó Sicilia en 950, realizó una descripción contemporánea de Palermo: "un barrio amurallado llamado al-Kasr (alcázar, el palacio) es el centro de Palermo hasta hoy, con la gran mezquita aljama en el sitio de la catedral católica posterior. En el suburbio al-Khalisa (Kalsa) se situaban el palacio del emir, baños, una mezquita palaciega, oficinas gubernamentales y una prisión propia". Ibn Hawqal contó hasta 7000 carniceros que mercadeaban en 150 tiendas.